# Paula Sjóstein
Paula Sjóstein (* 17. Februar 1983) ist eine ehemalige färöische Fußballspielerin.

## Verein
Sjóstein spielte seit ihrer Jugend bei KÍ Klaksvík. Ihr erstes Pflichtspiel absolvierte sie 1999 als Abwehrspielerin im Alter von 15 Jahren beim Halbfinalhinspiel des Pokals gegen LÍF Leirvík, welches auswärts mit 0:1 verloren wurde. In der ersten Liga debütierte Simonsen am zweiten Spieltag bei der 1:7-Auswärtsniederlage gegen VB Vágur. Im nächsten Jahr spielte sie vorwiegend als Torhüterin. Dort konnte auch das Double aus Meisterschaft und Pokal durch einen 2:0-Sieg im Pokalfinale gegen HB Tórshavn erreicht werden. Zum Team gehörten unter anderem Rannvá Biskopstø Andreasen, Malena Josephsen, Annelisa Justesen, Bára Skaale Klakstein und Ragna Biskopstø Patawary. Ein Jahr später, nun wieder bis zu ihrem Karriereende als Abwehrspielerin aktiv, gelang Sjóstein am zehnten Spieltag der ersten Liga beim 11:1-Heimsieg gegen HB Tórshavn ihr erstes Tor. Abgesehen von einer einjährigen Pause im Jahr 2004 spielte sie bis 2009 für den Verein und erreichte dabei acht weitere Meistertitel sowie fünf Pokalsiege, unter anderem gemeinsam mit Randi Wardum und Olga Kristina Hansen. 2015 lief sie noch einmal in drei Spielen für AB Argir/B36 Tórshavn auf, 2021 absolvierte sie ihr letztes Spiel für HB Tórshavn II in der 1. Deild.

### Europapokal
Sjóstein wurde in 14 Spielen für den Verein im UEFA Women’s Cup eingesetzt, zum ersten Mal 2001/02 in der Vorrunde beim 2:1-Sieg gegen USC Landhaus Wien. 2007/08 absolvierte sie bei der 1:4-Niederlage gegen FC Honka Espoo in der ersten Runde ihr letztes Europapokalspiel. Ein Tor gelang ihr in den Begegnungen nicht.

## Nationalmannschaft
2001 bestritt Sjóstein drei EM-Qualifikationsspiele für die U-19-Auswahl ihres Landes. Eine Berücksichtigung für die A-Nationalmannschaft fand sie nicht.

## Erfolge
- 9× Färöischer Meister: 2000, 2001, 2002, 2003, 2005, 2006, 2007, 2008, 2009
- 5× Färöischer Pokalsieger: 2000, 2002, 2003,  2006, 2007